# Christine and the Queens
Pour les articles homonymes, voir Redcar.
Rahim C Redcar, qui s'est également produit sous les autres noms de scène Chris, Redcar et Christine and the Queens, nom d'artiste sous lequel il est le plus connu, est un auteur-compositeur-interprète français né le 1er juin 1988 à Nantes (Loire-Atlantique).
Son succès commence en 2014 dès la sortie de son premier album Chaleur humaine, écoulé à plus d'un million d'exemplaires et certifié disque de diamant. Quatre récompenses sont ensuite obtenues  aux Victoires de la musique 2015, dont celle d'artiste interprète féminine de l'année et du meilleur concert de l'année. Christine and the Queens obtient également le prix de la SACEM pour la chanson Christine. Fait rare dans la musique francophone, l'album apparaît dans le classement des meilleurs albums de l'année établi par plusieurs médias étrangers (Billboard, NME, The Independent, Mojo, The Irish Times)
Sous le nom de Chris, son deuxième album est publié en 2018  et est certifié disque de platine et est un succès critique au niveau international, en particulier dans les pays anglo-saxons. Élu « Album de l'année 2018 » par The Guardian, il est répertorié parmi « les plus grands albums de la décennie » selon AllMusic. Son premier single Damn, dis-moi / Girlfriend est élu par le magazine américain Time « Meilleure Chanson de l'Année 2018 », tandis que le New York Times consacre sa une au clip. En 2020, le quotidien britannique The Times répertorie son concert à Coachella parmi les plus grandes performances de l'histoire.
En février 2020, un EP ainsi qu'un un court-métrage intitulés La vita nuova (en) sont publiés. De nouveau, le premier single People, I've been sad (en) est élu « Meilleure chanson de l'année 2020 » par le Time qui souligne sa résonance imprévue avec l'actualité sanitaire. Tenu pour « l'hymne du confinement » par la presse musicale,,, le titre est consacré par Rolling Stone, NPR, Pitchfork, Vice, Paste, The Guardian, NME et Billboard. En 2021, La vita nuova est nommée « Meilleure création audiovisuelle » aux Victoires de la musique.
En 2016, Christine and the Queens est présenté comme la personnalité française la plus influente au monde par Vanity Fair. En 2017 et 2018, le magazine économique Forbes le répertorie parmi les Européens de moins de trente ans les plus influents au monde. En 2017, Forbes classe l'artiste en tête des « leaders de la nouvelle génération qui recréent le monde » et souligne sa capacité à déconstruire les notions de genre et à proposer une voie alternative aux normes culturelles et sociales.
En 2024, il prend le nom de Rahim C Redcar.

## Biographie

### Jeunesse et formation
Originaire de Saint-Sébastien-sur-Loire dans la banlieue sud-est de Nantes, Héloïse Adélaïde Letissier commence l’apprentissage du piano à quatre ans, la danse classique à cinq ans, puis le modern-jazz. Il commence l'écriture à onze ans, âge où il crée sa première nouvelle. Il écrit aussi des poèmes, des pièces de théâtre. Des élèves au lycée le sollicitent pour écrire leurs lettres d'amour.
Son père, Georges Letissier, est professeur de littérature anglaise à l'université de Nantes, et sa mère, Martine Letissier, professeure de français et de latin en collège,. Ses parents lui ont transmis « le goût de lire ». Il a également un frère aîné, Florentin Letissier, professeur de sciences économiques et sociales et adjoint à la Maire de Paris en charge de l’économie sociale et solidaire, de l’économie circulaire et de la contribution à la stratégie zéro déchet,.
Il poursuit sa scolarité au lycée Clemenceau de Nantes, où il suit l'option théâtre. Passionné de littérature, il continue ses études en hypokhâgne et khâgne au lycée Fénelon à Paris. En 2008, il est reçu troisième au concours d'entrée au département Lettres et arts de l'École normale supérieure de Lyon,, ainsi qu'au conservatoire d'Art dramatique.

En 2010, il effectue un séjour à Londres, à la suite d'une rupture sentimentale et d'une dépression. Lors de son voyage, il loge chez Madame Jojo's, un cabaret de drag queens de la ville, et rencontre Russella, ce qui lui a appris, selon lui, à se décomplexer. 

« Ces travestis sont devenus des amis, ils ont été ma source d'inspiration et de création. Ils m'ont donné l'idée de me créer un personnage, de m'inventer une autre silhouette, une autre manière d'évoluer dans l'espace. Christine, avant d'être un projet musical, a été ma solution pour exister correctement. Les Queens (en) de « Christine and the Queens », c'est un hommage que je leur rends. Sans eux, je ne serais pas là aujourd'hui. »

Dès son retour en France, un déclic se produit : il abandonne l'École normale supérieure au milieu de la deuxième année pour se consacrer pleinement à son projet musical nommé Christine and the Queens. Il se tatoue une phrase sur chaque poignet, en majuscules, à gauche : « We accept you » et à droite : « One of us », affirmations qui se réfèrent au film Freaks de Tod Browning. Il commence à créer de la musique en utilisant le logiciel de création musicale GarageBand.
Il déclare être particulièrement influencé par des artistes comme David Bowie et Mylène Farmer,. Il dit aussi avoir beaucoup écouté Björk étant plus jeune. Aussi, en novembre 2013, le chanteur  révèle à Brain Magazine que ses influences musicales sont aussi les « BO de Soul Train, les artistes T. Rex, Christophe, Kanye West, Kendrick Lamar et Philip Glass ». Il précise que son chanteur préféré est Michael Jackson et sa chanteuse préférée Patti Smith ou Kate Bush.

### Débuts de carrière (2010-2013)

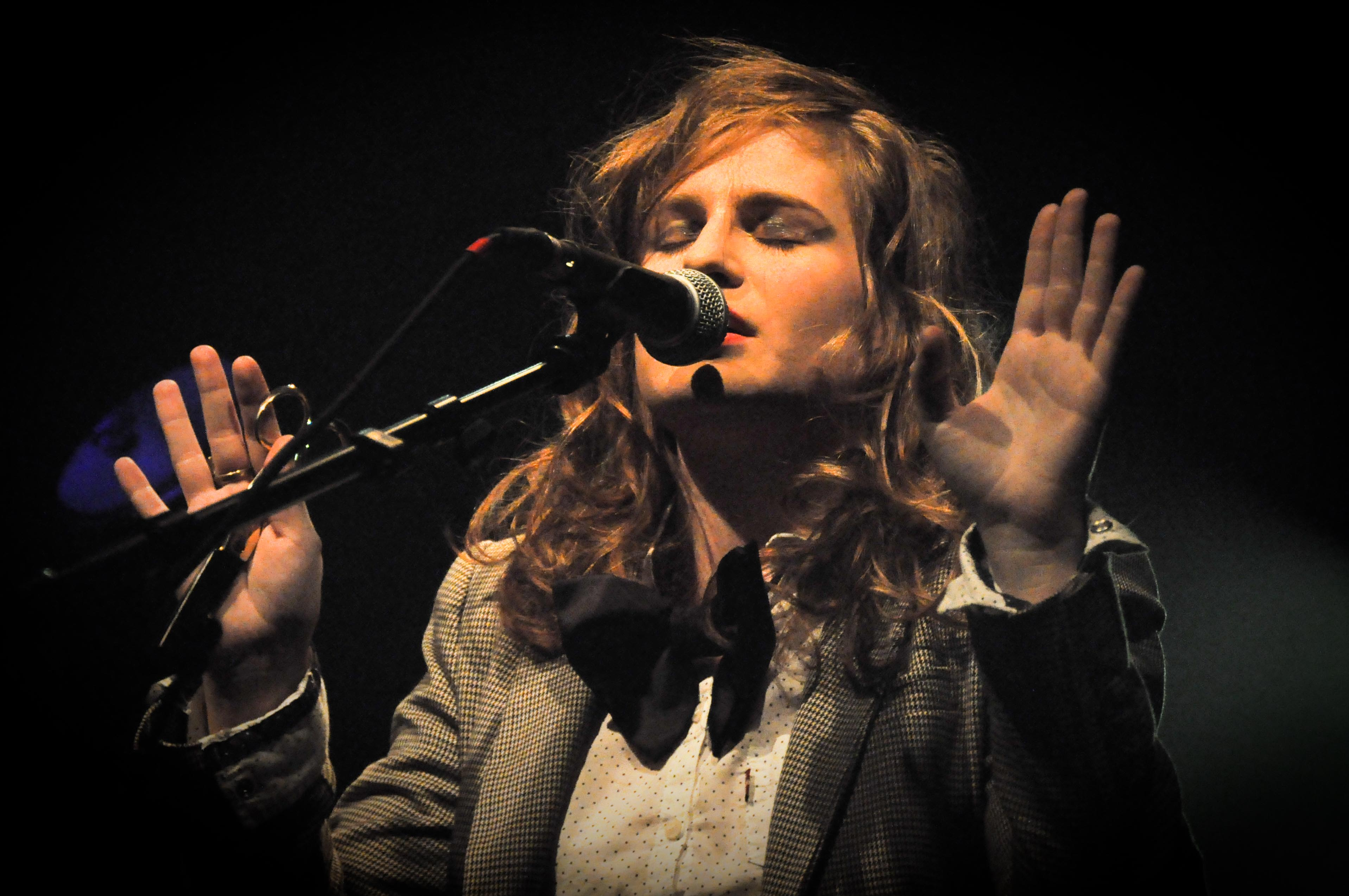
En 2011 à l'Inrocks Lab Party

En 2011, révélé par Marc Lumbroso chez Remark Records sur les conseils de sa fille Jessi, il sort son premier EP, Miséricorde, suivi d'un deuxième EP en 2012, Mac Abbey, dont sont extraits les titres Narcissus is back et Cripple. Ces deux premiers EP ont été mixés par l'ingénieur du son nantais Jean-François Moreau, qui a également travaillé avec Bruno Pelletier ou encore Liz Cheral. Ces deux EP portent le nom de deux de cinq Queens rencontrées à Londres, qui l'ont inspiré et aidé à se lancer dans la musique : Mathusalem, Mouise, Motus, Miséricorde et Mac Abbey. Christine and the Queens assure alors la première partie de Lykke Li, The Dø ou encore Woodkid, puis en 2013 de Lilly Wood and the Prick et Gaëtan Roussel. Composant seul sur son ordinateur, il réalise des prestations scéniques entre théâtre, danse et chant, à la manière de Laurie Anderson.
En 2012, il remporte le prix « Découverte » du Printemps de Bourges et le prix « Premières Francos » lors des Francofolies. À l'automne de la même année, il signe un contrat d'artiste chez le label indépendant français Because Music et bénéficie de moyens plus importants : des danseurs sont désormais présents lors de ses concerts. Il prête sa voix en 2012 aux titres Distance et Wasteland du duo électronique The Name. Son troisième EP, Nuit 17 à 52, sort le 3 juin 2013. Son style musical est fréquemment qualifié d'électro-pop. Christine and the Queens est nommé aux Victoires de la musique 2014 dans la catégorie Groupe ou artiste révélation scène. Lors de cette soirée, il interprète Nuit 17 à 52. Il assure la première partie du concert de Stromae, à Genève le 26 mars, à Nice le 27 mars, à Montpellier le 28 mars et à Pau le 29 mars 2014.

### Chaleur humaine(2014-2016)

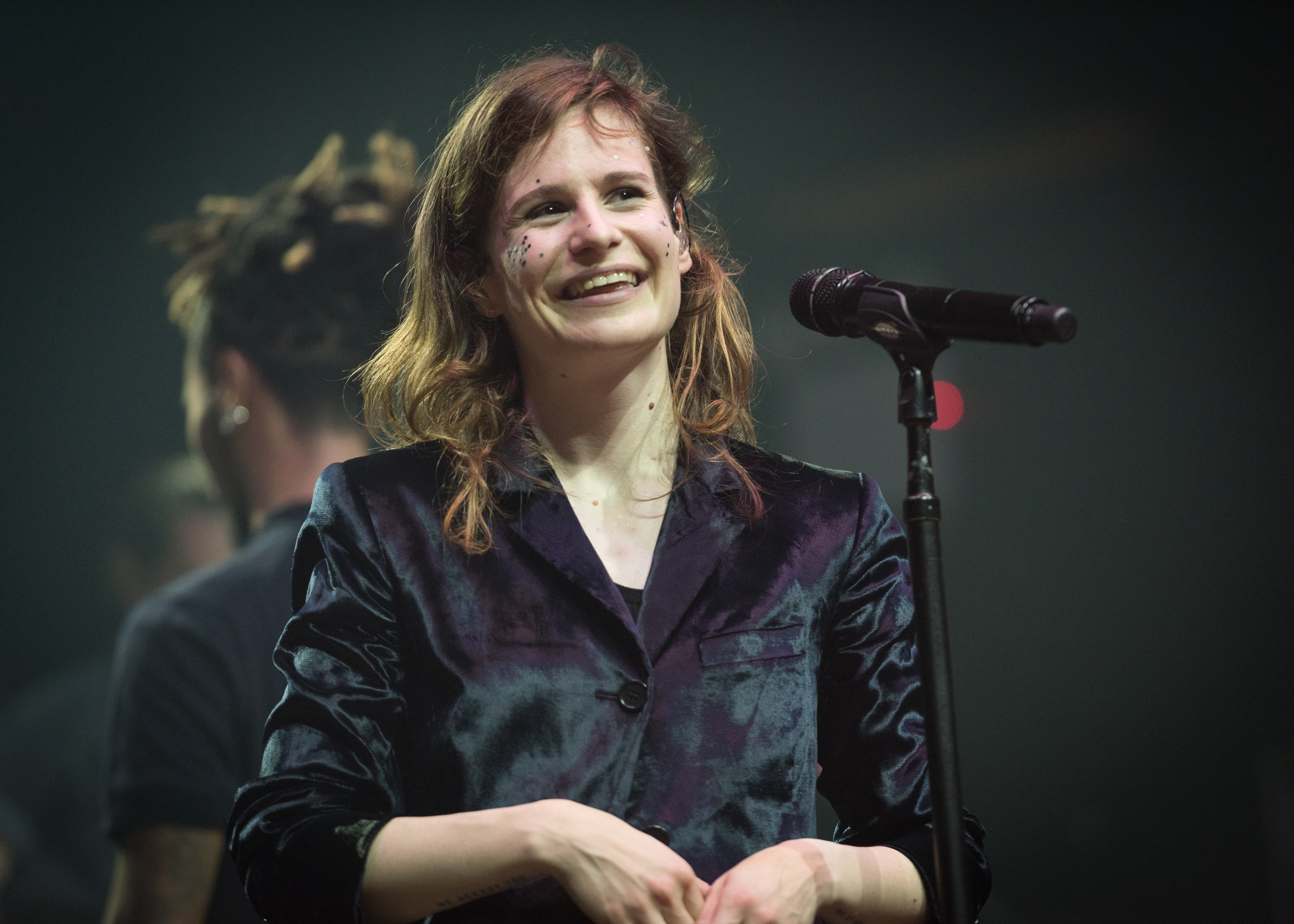
Au Webster Hall en 2015

Christine and the Queens sort son premier album Chaleur humaine le 2 juin 2014, d'où sont extraits ses deux principaux succès, Saint-Claude et Christine. Il entame une tournée en 2014 et se produit notamment au festival des Vieilles Charrues le 17 juillet 2014. Il s'est également produit au Coconut Music Festival à Saintes les 26, 27 et 28 septembre 2014, et au Botanique à Bruxelles le 4 octobre 2014. Une édition spéciale comprenant notamment un DVD est publiée en fin d'année. Sa tournée se poursuit en 2015, dans des salles telles que la Cigale ou encore l'Olympia, le 6 mars 2015. Un EP iTunes Session sort le 9 février 2015, comprenant six chansons enregistrées en direct en novembre 2014. Christine fait l'objet d'un nouvel arrangement, et Safe and Holy n'est accompagnée que d'un piano. Des cordes sont également ajoutées sur certains titres avec la participation du collectif c o d e,. Son premier album est certifié disque de diamant en octobre 2015.
Le 13 février 2015, lors de la 30e cérémonie des Victoires de la musique, Christine and the Queens obtient deux récompenses sur cinq nominations, dont celle de l'artiste interprète féminine de l'année. Un autre EP, Saint Claude, sort par ailleurs exclusivement aux États-Unis le 14 avril 2015 sur le label Neon Gold Records. Il comprend cinq chansons en anglais, dont Tilted, une version en anglais de Christine (qui est elle-même une version en français de Cripple, sorti en 2012 sur l'EP Mac Abbey). L'album Chaleur humaine devrait par ailleurs être distribué aux États-Unis.
Un EP, Intranquillité, en version limitée à 1 000 exemplaires, a été publié le 18 avril 2015 dans le cadre du Disquaire Day. Il comprend quatre titres, dont un inédit, Intranquillité, régulièrement joué en concert depuis 2014 sous le titre Dessassossego, ainsi que la reprise d'Amazoniaque (déjà présent sur l'EP Mac Abbey), dans un arrangement différent. Les chorégraphies des clips et de la tournée sont de Marion Motin, également chorégraphe de Stromae. Un premier extrait de l'album international, dont la parution est prévue le 16 octobre 2015, est publié le 9 septembre. Il s'agit de No Harm Is Done, interprété en anglais. Il en réalise lui-même le clip. Il sort en tant que second extrait le 9 février 2016 le titre Here qui est un duo avec le rappeur Booba. Enfin, le troisième et dernier duo de la version internationale de Chaleur humaine se nomme Jonathan et est en collaboration avec le chanteur Perfume Genius.
Avec plus d'un million d'albums exemplaires physiques vendus de Chaleur Humaine auxquels s'ajoutent 129 000 unités d’équivalences streaming, il est l'un des artistes francophones les plus vendus dans le monde entier.

### Chris(2018-2019)
Peu avant la sortie de son deuxième album, qu'il promet « plein de sueur », l'artiste se fait surnommer « Chris » et adopte un nouveau look androgyne, chantant le plus souvent vêtu d'un costume de coupe masculine Carr. Le chanteur joue l'ambiguïté sur son identité de genre et assume cette nouvelle image afin de redéfinir une féminité opprimée, de questionner « une société machiste et phallocentrée » ainsi qu'une « volonté d’échapper à la définition ». Il « revendique le droit de ne pas se définir dans son genre comme dans sa sexualité ».

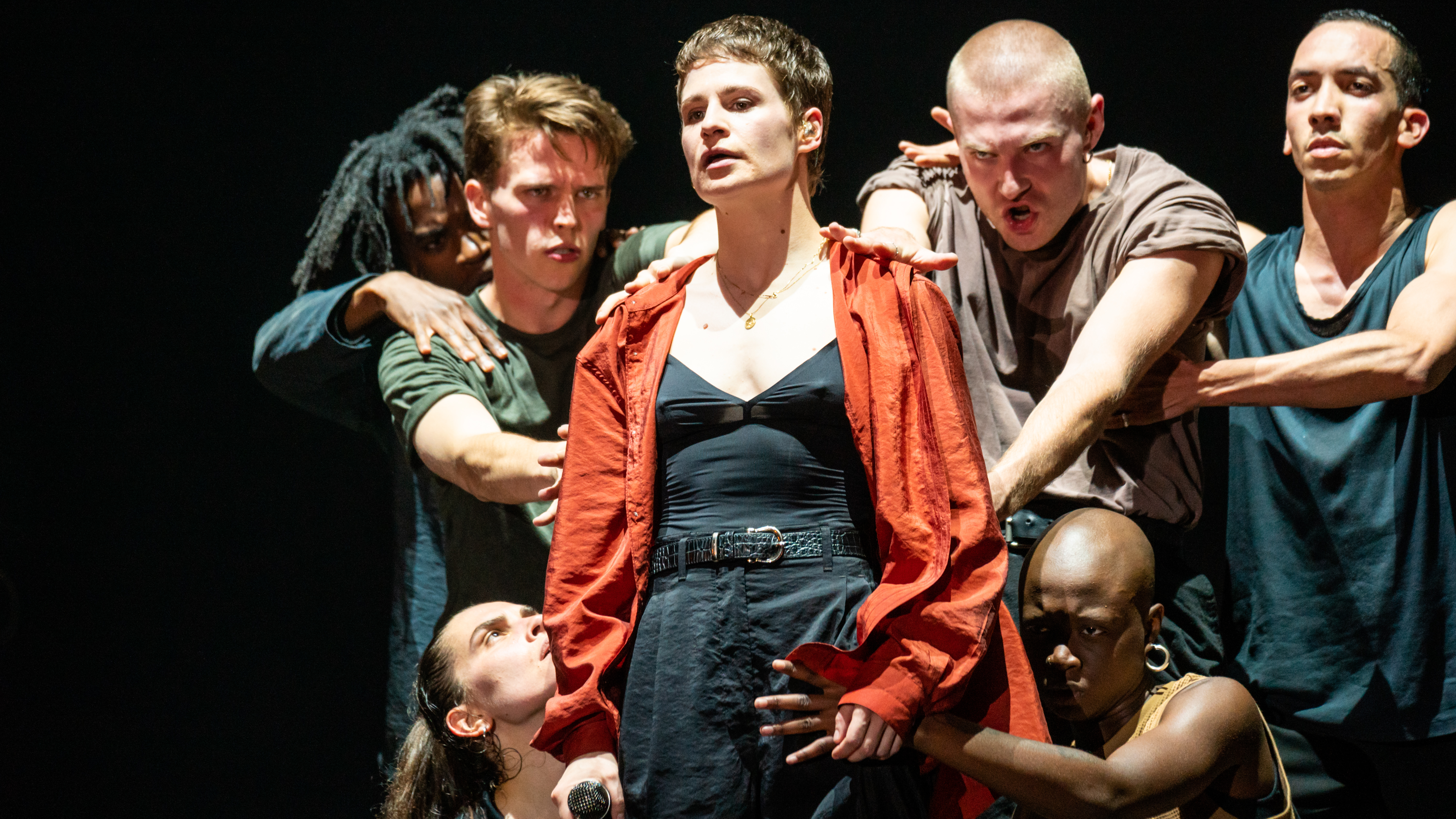
Au Primavera Sound en 2019 avec des danseurs du collectif (La)Horde.

En mai 2018, un premier single sort en anticipation de l'album dont la sortie est prévue en septembre 2018. Le titre Damn, dis-moi, avec sa version en anglais nommée Girlfriend, est le fruit d'une collaboration avec le musicien américain Dâm-Funk. Le clip est réalisé par Jordan Bahat avec une chorégraphie signée du collectif (La)Horde qui concevra également celles de la tournée,. Une semaine après sa sortie, le clip de Damn, dis-moi dépasse le million de vues sur YouTube. La vidéo de Girlfriend fait l'objet d'un article du quotidien américain The New York Times. Celui-ci met en avant les influences du clip Bad de Michael Jackson et de la comédie musicale West Side Story. Il parle également du personnage que joue l'artiste dans Girlfriend et se penche sur le thème des LGBT+ abordé dans le clip. Le single Damn, dis-moi / Girlfriend distingué comme « Chanson de l'année » par le magazine américain Time.
Le deuxième single Doesn't matter (voleur de soleil) sort également en deux versions, l'une en français, l'autre en anglais intitulée simplement Doesn't matter. La vidéo est réalisée par Colin Solal Cardo, qui réalise également les vidéos des troisième et quatrième singles : 5 dollars et La Marcheuse,.
L'album Chris sort en septembre 2018. Avec cet album, l'artiste est pour la première fois numéro un des ventes d'albums en France. D'après Le Dauphiné, avec cet album, l'artiste est « à nouveau encensée par les médias anglo-saxons », tandis que l'« on perçoit cette fois, en France, une critique plus divisée ». L'album est élu « Album de l'année » par le quotidien britannique The Guardian et reçoit des critiques élogieuses dans plusieurs autres médias anglo-saxons (NME, Rolling Stone, The Independent, The Telegraph, Time notamment),,,,,,.
Pour cet album, le chanteur assure une tournée internationale dont une programmation lors de la 20e édition du festival Coachella aux États-Unis. Le chanteur est contraint d'annuler sa deuxième date de concert à la suite du décès de sa mère.
Il se confie en 2018 sur son rapport avec l'argent en déclarant : « Je pense que j'ai une mémoire sociale en moi, transmise par mes parents, qui est de classe ouvrière. Donc quand j'ai commencé à avoir de l'argent ça m'a paru obscène ». Fils d'enseignants, cette déclaration a fait l'objet de critiques sur sa vision du déterminisme social.
Le chanteur fait l'objet d'une accusation de plagiat par des internautes, en ce qui concerne le morceau Damn, dis-moi. Chris réfute ces accusations de plagiat,,, tandis que plusieurs journalistes les estiment infondées,,,,. Le chanteur reconnaît avoir utilisé plusieurs boucles musicales du logiciel de composition Logic Pro, distribué par Apple, pour créer la mélodie. Mais cette réutilisation est légale, car les boucles sont sous licence libre,. Il se défend de tout plagiat en déclarant : « [...] 95 % des raps d’aujourd’hui empruntent des chansons connues. Au moins trois morceaux de Rihanna sont bâtis à base de boucles issues de ces logiciels. Je n’ai pas plagié, j’ai samplé une boucle libre de droits, sur laquelle j’ai ajouté des paroles, la mélodie de chant, les arrangements. C’est une technique de création comme une autre. Démocratiquement, je suis libre de prendre ce que je veux dans Logic Pro. Quand Gainsbourg empruntait des mélodies à Chopin, est-ce que c’était du plagiat ? »,. Selon Le Figaro, le chanteur ne cachait pas sa façon de travailler, puisqu'en 2017, lors d'une interview à Vanity Fair, il déclarait : « J'ai demandé autour de moi : « Quel est le moyen le plus simple d'écrire de la musique ? », on m'a dit : « Le logiciel GarageBand, sur Mac. » Je suis allée m'acheter un ordinateur. ».
Chris déclare également être victime de sexisme en déclarant que ces attaques sont notamment liées au fait qu'elle soit une femme et productrice. Selon son analyse, les hommes sont admirés et respectés lorsqu'ils ont du succès, tandis que les femmes sont immédiatement suspectées de ne pas être les autrices réelles de leurs compositions, et accusées d'être autoritaires, méchantes ou capricieuses,.
Le 20 août, Chris est à nouveau accusé de plagiat pour son clip du titre 5 dollars, réalisé par Colin Solal Cardo, présentant une similitude scénaristique « troublante » avec le court métrage Break Free de l'Australienne Ruby Rose,. Certifié sur YouTube 
« Based on an original idea by Christine and the Queens » (« sur une idée originale de Christine and the Queens »), le clip présente de nombreuses similitudes : douche, attitude virile en costume cravate, « binder » pour aplatir la poitrine, même façon de filmer visages et corps en gros plans, etc.,. RTL signale que « de nombreuses vidéos montrent des femmes prenant des douches et se préparant le matin et qu'il ne fallait pas crier au plagiat à chaque fois ». L'artiste crédite le film American Gigolo de Paul Schrader et son acteur principal Richard Gere comme sources d'inspiration,. Le clip atteint le million de vues en cinq jours.
Le 26 février 2019, Hamza invite Chris sur Planète Rap afin de dévoiler leur morceau commun, Minuit 13, à paraitre sur l'album de celui-ci, qui sortira le 1er février 2019.
Sur l'intro du titre, Chris reprend Everybody's Got to Learn Sometime, chanson du groupe britannique The Korgis, sortie en 1980.
L'outro de Minuit 13 est récitée par Oxmo Puccino.
Le 17 juillet 2019, Charli XCX publie la chanson Gone et son clip en collaboration avec Christine and the Queens en tant que troisième single de son album Charli. Le chanteur et la chanteuse avaient précédemment interprété le titre au festival Primavera Sound en mai 2019. Gone est classée numéro 4 sur la liste des 100 meilleures chansons de 2019 et numéro 145 des 200 meilleures chansons des années 2010 par le magazine américain Pitchfork.

### La vita nuova(EP) (2020)
Le 5 février 2020, le chanteur publie un nouveau single People, I've been sad sur la plateforme du Colors show.
Le 27 février 2020, de nouveau sous le nom de « Christine and the Queens », il sort un EP intitulé La vita nuova, nommé ainsi en référence à l’œuvre de Dante. Il y partage, entre autres, la mort de sa mère (en avril 2019) et présente ce deuil comme un tournant décisif dans sa vie d'artiste à travers un court-métrage filmé à l'Opéra Garnier,,,,. L'EP comprend une chanson au titre homonyme en collaboration avec la chanteuse Américaine Caroline Polachek.
Visuellement, l'EP est accompagné de bâtiments mythiques de Paris : tout d'abord le film La vita nuova tourné à l'Opera Garnier, ensuite la performance de la chanson La vita nuova, réalisée au Grand Palais (Paris) pour One World: Together At Home. On pourrait également noter la prestation de la chanson People, I've been sad, au Petit Palais, pour The Late Show with James Corden.
Le projet étant sorti peu avant le premier confinement dû à la pandémie de COVID-19, Chris se verra dans l'obligation de défendre son projet dans des conditions inhabituelles. En effet, il ne pourra faire qu'un réel concert, qui aura lieu au Moth Club. Le reste des performances se fera en live sur ses réseaux sociaux ou pour des émissions T.V., comme pour Jimmy Fallon, Graham Norton ou encore pour le concert caritatif en ligne One World: Together At Home.
Il fera également de nombreux lives seul ou  avec des célébrités, comme Angèle, Yseult, Aloïse Sauvage ou encore Charli XCX.
En juillet 2020, il compose et interprète la chanson Eyes of a child pour la deuxième saison de la série télévisée américaine Hanna.
En novembre 2020, il est recruté par le groupe Indochine pour 3SEX, une nouvelle version de la chanson 3e sexe sortie sur leur album 3 en 1985. 3SEX figure sur la compilation du groupe Singles Collection (1981-2001), parue le 11 décembre 2020. L'artiste rejoint Indochine sur scène pour interpréter cette chanson au Stade de France et au stade Pierre-Mauroy lors de la tournée Central Tour en 2022.
En décembre 2020, il collabore avec l'artiste Tayc sur la chanson Haine colorée de l'album de ce dernier, Fleur froide.

### Redcar les adorables étoiles(2022)
L'artiste annonce un nouvel album qui paraît le 23 septembre 2022, et un nouveau spectacle au Cirque d’Hiver, prévu les 22 et 23 septembre. L'album et le spectacle sont repoussés de 2 mois à cause d'une blessure au genou lors d'une répétition. L'artiste dévoile une nouvelle identité masculine, Redcar, et treize chansons réunies sous le titre Redcar les adorables étoiles,.

### Paranoïa, Angels, True Love(2023)

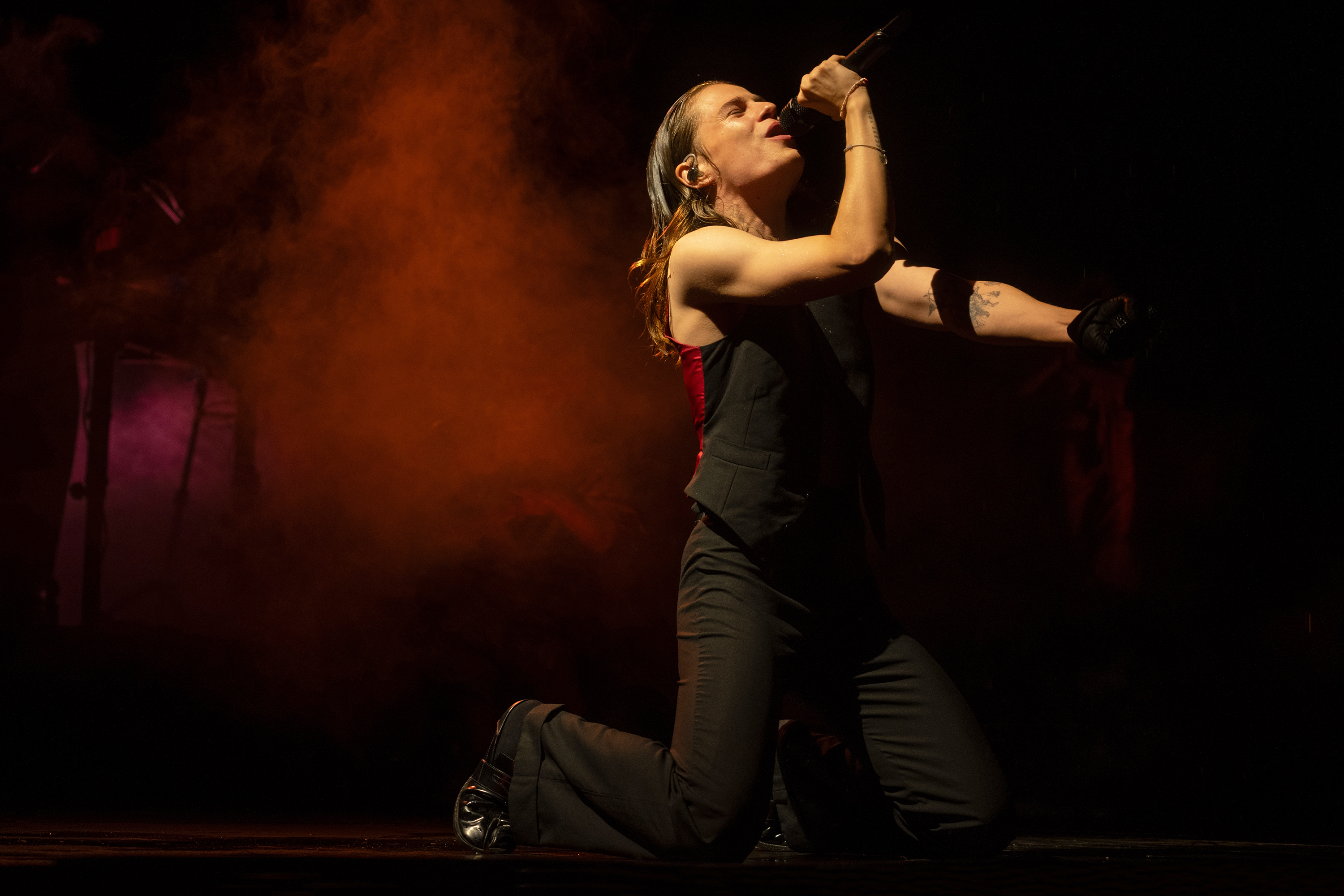
Au festival TOdays à Turin, en Italie, en août 2023

En 2021, il travaille plusieurs mois à Los Angeles, avec le producteur de musique Mike Dean et prépare un album à paraitre en 2023. Toutefois, blessé au genou, il est en novembre 2022 handicapé pour danser dans ses spectacles comme il l'aurait aimé, et semble être en conflit avec sa maison de disques, qui le freine sur le rythme de programmation de ses spectacles. La sortie du projet baptisé Paranoïa, Angels, True Love, qui doit comprendre des participations de Madonna et 070 Shake, est effective en juin. L'artiste annonce en octobre l'annulation de la fin de sa tournée 2023 pour raisons de santé.
Le 28 août 2024, il interprète les chansons Non, je ne regrette rien et Born to Be Alive lors de la cérémonie d'ouverture des Jeux paralympiques de Paris, sur la place de la Concorde. Il participe également au concert organisé sur la place Charles-de-Gaulle après la parade des champions du samedi 14 septembre 2024, en interprétant à nouveau son remix de Non, je ne regrette rien,.

### Hopecore(2024)
Le 27 septembre 2024, sous le nom de scène de Rahim C Redcar, il publie sur plusieurs plateformes de streaming musical un album de sept chansons intitulé Hopecore, qui présente la particularité d'avoir été écrit, enregistré, et mixé par l'artiste lui-même, en toute autonomie. Il déclare que « Hopecore a été créé avec des larmes, du sang, et surtout une foi inébranlable dans l’expression brute et pure de l’âme ». Il annonce qu'il présentera ce nouvel album non pas sur de grandes scènes mais lors d'une tournée de clubs mythiques, comme la Fabric à Londres ou le Rex Club à Paris.

### Catching Feelings(2025)
En 2025, il publie l'EP Catching Fellings avec Cerrone, sous le nom de Christine and the Queens. Il y il revisite notamment le titre Supernature.

## Style

### Textes
Chris revendique des textes qui ne sont pas immédiatement compréhensibles. Il explique dans une interview à Clique : « J'aime les auteurs de textes rugueux, il faut venir vers le texte. Quand on pense à Alain Bashung, ses textes sont une matière poétique qui se travaille, qui se mâche et qui se réfléchit. Mais nous sommes aujourd'hui dans des civilisations d'immédiateté où tout ce qui n'est pas immédiat est vécu comme une provocation. »

### Chorégraphies
Selon la journaliste Louise Brailey, Christine and the Queens utilise dans sa première tournée des mouvements de danse inspirés de Michael Jackson (comme le crotch grab (en) avec la main remontant à l'entrejambe), Willi Ninja et Bob Fosse.
Gia Kourlas, critique de danse du New York Times, estime en 2018 que la mise en mouvement de son corps n'est pas une simple offrande décorative mais une exhibition machiste et provocatrice, et que lorsqu'il montre ses muscles de manière athlétique et puissante, il questionne le genre et sa sexualisation.
La journaliste Marisa Hayes de Dance Magazine (en) affirme en 2019 que Chris et ses collaborateurs de (La)Horde ont cherché à créer un spectacle complet mêlant danse et théâtre du début à la fin du concert pour incarner physiquement les paroles des chansons, « en transpirant », « avec plus de muscles » que précédemment ; elle déclare que Chris revendique les influences des chorégraphes Bob Fosse, Jerome Robbins et Maguy Marin.
En 2023, le chercheur Romain Chareyron estime que ces chorégraphies, en « donnant au corps et à sa mise en scène une place centrale en tant que vecteur de ses questionnements intimes [...] sur l’identité de genre », occupent « une place à part » au sein de la génération 2014-2022 de la chanson française, caractérisée selon lui par son rapport aux influences étrangères et à des sujets sociétaux rarement traités auparavant. Il affirme en particulier que « tout ce qui pourrait passer pour artifice – recours à l’anglais dans les textes, influences musicales nombreuses et variées, adoption de diverses persona au fil de sa carrière – sont autant d’éléments qui permettent à l’artiste de traduire la vérité d’une identité mouvante et contestataire qui vient remettre en question les stéréotypes de genre ».

## Vie privée, genre et identité
Assigné à sa naissance au genre féminin,  Redcar a toujours joué avec les codes de genre dans l'élaboration de son personnage de scène, et se définit comme pansexuel et non binaire. En 2018, il adopte un look androgyne, et masculinise son prénom de scène en « Chris ». En octobre 2021, il utilise sur Twitter le prénom Rahim, déclenchant des polémiques sur les réseaux sociaux, où il est accusé par certains internautes de transracialisme et d'appropriation culturelle en raison de l'origine arabe du prénom. Bien que soutenu par d'autres internautes, il revient finalement en arrière, choisissant successivement d'autres pseudonymes, « Sam le pompier », un point de ponctuation et finalement « Redcar », qu'il décrit comme « un choix poétique absurde »,,,.
En août 2022, Redcar indique sur le réseau social TikTok se genrer au masculin « depuis un an » et avoir commencé à le faire plus récemment dans sa famille et dans son intimité,. En novembre de la même année, il explique être « en résistance contre l'approche de la transidentité qui veut qu'il y ait forcément des traitements hormonaux et des opérations. C'est se plier à un système binaire auquel je ne crois pas. La binarité (de genre) été créée pour contrôler. […] J'en ai marre de devoir me définir avec leurs grotesques outils d'oppression. ».
En juin 2024, dans un post sur Instagram, il réitère sa demande de respecter son choix du nom de Rahim Redcar en déclarant « Free Rahim » et annonce avoir demandé un changement de pseudonyme sur ce réseau social,. En septembre 2024, plusieurs médias d'audience nationale, comme France TV, L'Équipe et Libération, se mettent à utiliser ce nom pour se référer à lui.
Le 20 septembre 2024, c'est sous le nom de scène Rahim C Redcar qu'il publie un nouveau titre, Deep holes, et 7 jours plus tard un nouvel album intitulé Hopecore.
En 2025, Rahim reprend le nom de scène Christine and the Queens lors de sa collaboration avec Cerrone, considérant que ça n'est plus son nom mais que ça relève pour autant d'un projet artistique qu'il n'a « pas forcément envie d'abandonner ».

## Discographie
- 2014 : Chaleur humaine
- 2018 : Chris
- 2022 : Redcar : les adorables étoiles (prologue)
- 2023 : Paranoia, Angels, True Love
- 2024 : Hopecore

## Distinctions

### Décoration
- Chevalier de l'ordre national du Mérite par décret du 24 novembre 2021[164]

### Récompenses
- Prix Sacem de la chanson de l'année 2015 pour Christine
- Victoires de la musique 2015 : Victoire de l'artiste interprète féminine et Victoire du vidéo-clip pour Saint Claude
- Victoires de la musique 2016 : Victoire du spectacle musical, tournée ou concert et Victoire du vidéo-clip pour Christine
- European Border Breakers Awards 2016 : Album de l'année pour Chaleur Humaine
- AIM Independent Music Awards 2016 : meilleure nouvelle artiste
- NME Awards 2017 : Meilleure artiste féminine et Meilleure chanson pour Tilted
- Attitude Magazine Award 2019 : the Artist Award
- Q Awards 2019 : Icon Award
- Best Song of the Year 2019 for the Time : Girlfriend/Damn, dis-moi (feat. Dâm-Funk)
- Best Song of the Year 2020 for the Time (magazine) : People, I've been sad

### Nominations
- Victoires de la musique 2014 : révélation scène
- MTV Europe Music Awards 2014 : meilleure artiste française
- MTV Europe Music Awards 2015 : meilleure artiste française
- NRJ Music Awards 2015 : chanson de l'année pour Christine
- Globe de Cristal 2015 : meilleure interprète féminine
- Globe de Cristal 2016 : meilleure interprète féminine
- Q Awards 2016 : meilleure révélation et album de l'année pour Chaleur Humaine
- Brit Awards 2017 : meilleure artiste internationale
- IMPALA Awards 2017 : album de l'année pour Chaleur humaine
- NME Awards 2017 : meilleur groupe sur scène
- AIM Independent Music Awards 2018 : chanson de l'année pour Girlfriend, clip de l'année pour 5 dollars et album de l'année pour Chris
- NRJ Music Awards 2018 : artiste féminine de l'année
- Q Awards 2018 : artiste de l'année et chanson de l'année pour Girlfriend
- Globe de Cristal 2019 : meilleure interprète féminine
- Victoires de la musique 2019 : Victoire de l'artiste interprète féminine et Victoire de l'album de chansons pour Chris
- Brit Awards 2019 : meilleure artiste internationale
- IMPALA Awards 2017 : album de l'année pour Chris
- Danish GAFFA Awards 2019 : meilleure artiste internationale, chanson de l'année pour Girlfriend et album de l'année pour Chris
- Sweden GAFFA Awards 2019 : meilleure artiste internationale
- GLAAD Media Awards 2019 : artiste de l'année
- NME Awards 2020 : meilleure collaboration pour Gone avec Charli XCX
- Victoires de la musique 2021 : Victoire de la création audiovisuelle pour La Vita Nuova